# كاترين أوبيانوجو أتشولونو
كاترين أوبيانوجو أتشولونو (26 أكتوبر 1951 - 18 مارس 2014)هي كاتبة من نيجيريا ، باحثة ومحاضرة سابقة في الدراسات الثقافية والجنسانية الأفريقية. شغلت منصب المستشار الخاص السابق (SSA) للرئيس أولوسيجون أوباسانجو في الفنون والثقافة، وكانت عضو مؤسس في جمعية المؤلفين النيجيريين (ANA).

## السيرة الذاتية
ولدت كاثرين أتشولونو في أورلو لعائلة الزعيم لازاروس أولومبا. التحقت بالمدارس الثانوية في أورلو قبل أن تصبح أول امرأة أفريقية تحصل على درجة الماجستير (1977) وشهادة الدكتوراه (1987) من جامعة دوسلدورف، ألمانيا. درست في جامعة دوسلدورف، ابتداء من عام 1978.